# 38 Korpus Strzelecki (ZSRR)
38 Korpus Strzelecki (ros. 38-й стрелковый корпус) – wyższy związek taktyczny piechoty Armii Czerwonej z okresu II wojny światowej.

## Formowania i walki
38 Korpus Strzelecki formowany został w 1941 roku. Jego szlak bojowy po walkach w składzie 50 Armia przeciw armii niemieckiej w czasie operacji Bagration prowadził przez Iłżę, Pabianice, Leszno i Frankfurt nad Odrą do Berlina.
W czasie walk na ziemiach polskich oraz w operacji berlińskiej prowadzonej na terytorium III Rzeszy 38 KS wchodził w skład 33 Armii.

## Dowódcy korpusu
- gen. por Aleksiej Tierieszkow[6] (23.05.1943 – 09.05.1945)[3]

## Struktura organizacyjna
Skład 1 czerwca 1943:
- 17 Dywizja Piechoty,
- 326 Dywizja Piechoty,
- 413 Dywizja Piechoty.

Skład 23 czerwca 1944:
- 64 Dywizja Piechoty,
- 89 Dywizja Piechoty,
- 169 Dywizja Piechoty.

Skład 16 kwietnia 1945:
- 64 Dywizja Piechoty,
- 89 Dywizja Piechoty,
- 169 Dywizja Piechoty.